# پیر ودهائی
پیر ودهائی (به انگلیسی: Pir Wadhai) یک منطقهٔ مسکونی در پاکستان است که در ناحیه راولپندی واقع شده‌است.